# Los profesionales (serie de televisión)
Los Profesionales (del inglés: The Professionals) es una serie de televisión británica creada por Brian Clemens y protagonizada por Gordon Jackson, Martin Shaw y Lewis Collins. Fue emitida por la cadena privada ITV entre 1977 y 1983.

## Descripción
Los Profesionales narró las aventuras de George Cowley, jefe del ficticio servicio de inteligencia criminal CI5 (Criminal Intelligence Five) y de sus dos mejores agentes, Doyle y Bodie.
La serie fue un gran éxito a fines de la década de los '70, y sus protagonistas ganaron reconocimiento en varias partes del mundo. Con el paso del tiempo la serie se convirtió en un programa de culto.
Entre los puntos fuertes argumentales se encontraba la incorrección política. Doyle era un pendenciero y despreocupado y Bodie si bien no se le quedaba atrás además era racista. Su jefe Cowley era un cascarrabias que generaba simpatía, flexible para los giros inesperados de las situaciones (con algunas excepciones) y si bien podía congeniar con sus subordinados, y tampoco dudaba en emplear un arma de ser necesario les exigía. Sin embargo exigía hacia su persona el trato de un lord inglés y no toleraba que se le hablara de igual a igual. En más de una ocasión Cowley tomó decisiones de carácter político, que llevaron a Bodie y a Doyle al borde de la muerte, con o sin su conocimiento. Es decir no eran para nada personajes prototípicos, menos aún para la época. 
En más de una ocasión, el motivador de la trama era la simple disputa con algún otro cuerpo policíaco, los celos profesionales entre agencias de gobierno y personajes de la política. 
Entre los tres frecuentemente solían incurrir en métodos no ortodoxos pero cubiertos bajo el manto de una supuesta autorización para tomar cualquier acción que fuera necesaria, aun violando las leyes. Este punto varias veces fue puesto en torno a polémica a lo largo de la serie y defendido por los tres personajes protagonistas. Tal era así que tenían impunidad para entrar en casa, intervenir teléfonos y disparar en plena calle sin solicitar permiso de ningún tipo, un detalle que para los personajes parecía menor. Incluso podían secuestrar a una persana y golpearla si con ello podían obtener información. La naturaleza de la protección gubernamental de la que gozaban nunca fue del todo aclarada, siempre se hablaba del "ministerio" o el "ministro". Pocas veces debían dar explicaciones por sus actuaciones y cuando la daban no era por el hecho en si, sino por sus implicancias políticas.   
Otro punto en el cual la serie se alejaba de otras era que los personajes no necesariamente actuaban en soledad, la mayoría de las veces tenían a su disposición autos, armas largas y de puño y hombres de fuerzas de seguridad y armadas. Era frecuente ver despliegue de personal, cuando en la época la mayoría de los personajes sobrellevaban la situación completamente solos.  
En la mayoría de los capítulos se usaban armas de puño y largas de lo más modernas, además de una especie del walkie talki bastante avanzado por aquellos años (PYE PF8 Pocketphone) ello le daba a la serie un aspecto de modernismo que envejeció bien con los años.

## Protagonistas
Gordon Jackson interpretó a George Cowley, jefe del CI5. Su personaje fue voluntario en el bando republicano, durante la guerra civil española y luego se unió al MI6. Martin Shaw interpretó a Doyle, un expolicía; en tanto que Lewis Collins estuvo en el papel de Bodie, un exmilitar del SAS.